# مسلم (شبام كوكبان)

تعديل مصدري - تعديل

مسلم هي إحدى قرى عزلة الزبيرات بمديرية شبام كوكبان التابعة لمحافظة المحويت، بلغ تعداد سكانها 139 نسمة حسب تعداد اليمن لعام 2004.

## روابط خارجية
- World Gazetteer:Yemen
- الجهاز المركزي للإحصاء بالجمهورية اليمنية
- المركز الوطني للمعلومات باليمن